# Исхаков, Вазих Мухаметшинович
Вазих Мухаметшинович Исхаков (баш. Вәзих Мөхәмәтша улы Исхаҡов; тат. Вазыйх Мөхәммәтшаh улы Исхаков; 7 октября 1927 — 10 января 1985) — башкирский и татарский писатель, редактор, педагог. Лауреат премии башкирского комсомола имени Г. Саляма (1984). Секретарь правления Союза писателей БАССР (1968—1973).

## Биография
Исхаков Вазих Мухаметшинович родился 7 октября 1927 года в деревне Тайняшево (ныне — Чекмагушевского района Башкири). Окончил 7 классов школы. С четырнадцати лет, оставшись без отца, погибшего в годы Великой Отечественной войны, работал конюхом. Получив специальность механика в Белебеевской сельскохозяйственной школе, водил автомашину на Резяповской машинно-тракторной станции.
После войны работал в Узбекистане на строительстве Северо-Ташкентского канала.
В 1948 году В. Исхакова призвали в армию, где он окончил военное училище. В 1958 году после демобилизации, работал литературным сотрудником в редакции газеты «Кызыл тан». В 1959—1964 годах учился в Башкирском государственном университете (ныне Уфимский университет науки и технологий), одновременно работая редактором в комитете по радиовещанию и телевидению Башкортостана. После окончания университета, там же и работал преподавателем литературы.
В 1966 году В. Исхаков был заместителем главного редактора журнала «Агидель», в 1968—1973 годах — секретарем Союза писателей Башкортостана.

## Творчество
В. Исхаков начал публиковать свои первые статьи, очерки, фельетоны и небольшие рассказы в годы военной службы. Еще будучи офицером Советской Армии, служа в Кунгуре на Урале, он заинтересовался жизненным путём крупного татарского революционера-социалиста Мулланура Вахитова, занимался сбором материалов о нем и о событиях гражданской войны на Урале.
Вслед за книгой о Муллануре Вахитове (Пермь, 1958; Уфа, 1960), одна за другой увидели свет еще несколько историко-биографических книжек — очерков и повестей В. Исхакова — «Хусаин Мавлютов» (1961), «Мальчик из Кунгура» (1967). Для сбора фактического материала все своё свободное время В.Исхаков изучал архивные документы в архивах Москвы, Уфы, Казани, Перми, переписывался и встречался с участниками исторических событий. События бурных лет революции и гражданской войны легли в основу повестей «Сын родины» (1965), «Сестра комиссара» (1966), «Джигит с Камы» (1966).
В конце 60-х — 70-е годов опубликовал очерки и рассказы о героях гражданской и Великой Отечественной войны — о Хусаине Мавлютове, Шагите Худайбердине, революционере Петре Зенцове, дипломате Кариме Хакимове, Мусе Джалиле и о других участниках исторических событий того периода.
Им были написаны романы «Сабли обнаженные» (1968), «Дубы умирают стоя»(1971), «Бахтизин» (1974, 1982, 1987). Дилогия о жизни и боевом пути Ахтяма Бахтизина стала наиболее значительным произведением В. Исхакова.
Герой повести «Здравствуй, генерал» (1977, 1985) — уроженец Башкортостана генерал-лейтенант Якуб Чанышев. Книга о Петре Зенцове «Подснежник — цветок весенний» вышла в свет в 1983.
Сочинения Вазиха Исхакова проложили в башкирской литературе новую линию историко-документальной прозы.
Писал Исхаков Вазих Мухаметшинович также повести и рассказы о современной ему жизни: «Ива, посаженная отцом» (1969), «Летнее испытание» (1970), «Следы колес» (1975), «Волны ударяются о берег» (1978), «Долг памяти» (1985), «Эхо молодости» (1985), «Алый платок Фазилы» (1981, 2012). 
Книги В.Исхакова издавались на башкирском, татарском и русском языках, часть книг — на украинском, казахском, киргизском, чувашском, якутском языках. 
Исхаков Вазих Мухаметшинович скончался 10 января 1985 года в Уфе.

## Награды и звания
- Заслуженный работник культуры Башкирской АССР
- Премия имени Галимова Саляма

## Память
- В селе Чекмагушево и в родном селе Тайняшево в его честь названы улицы.
- На доме в г. Уфе, где он жил последние годы, установлена мемориальная доска.
- В музее школы в селе Тайняшево действует экспозизия, посвященная его жизни и творчеству.

## Основные произведения
- Мулланур Вахитов. — Пермь: Кн. изд-во, 1958. — 56 с.
- Сестра комиссара. — М.: Сов. Россия, 1974. — 128 с.
- Сабли обнаженные. — М.: Изд-во ДОСААФ, 1971. — 206с.
- Хусаин Мавлютов. — Пермь, 1961. — 36 с
- Алый платок Фазили. — Уфа: Башкнигоиздат, 1981. — 260 с.
- Бахтизин. — Уфа, 1987. — 368 с.
- Бахтизин. — Уфа: Башкнигоиздат, 1974. — 408 с.
- Волны ударяются о берег. — Уфа: Башкнигоиздат, 1985. — 268 с.
- Имена незабываемые: повести. — Уфа: Башкнигоиздат, 1990. — 198 с.
- Летнее испытание. — Уфа: Башкниго-издат, 1970. — 52 с
- Напевы молодости. — Уфа: Баш-книгоиздат, 1985. — 268 с.
- Плакучая ива. — Уфа: Башкнигоиздат, 1969. — 200с.
- Подснежник — цветок весны. — Уфа: Башкнигоиздат, 1983. — 272с.
- Рассказ о революционере. — Уфа: Башкнигоиздат, 1960. — 104 с.
- Сабли обнаженные. — Уфа: Башкнигоиздат, 1968. — 208 с.
- Сестра комиссара. — Уфа: Башкнигоиздат, 1968. — 208 с.
- Следы колес. — Уфа: Башкнигоиздат,1975. — 152 с.
- Эхо времени. — Уфа: Башкнигоиздат, 1986. — 340 с.